# Карахаш
Караха́ш — вантажно-пасажирська залізнична станція Луганської дирекції Донецької залізниці.
Розташована в місті Антрацит, Антрацитівська міська рада, Луганській області (селище шахти Центральна) на лінії Щотове — Антрацит між станціями Щотове (7 км) та Антрацит (2 км).

## Діяльність
На станції здійснюються прийом і видача вантажів, що допускаються до зберігання на відкритих майданчиках станцій, а також продаж пасажирських квитків, прийом і видача багажу.
Через військову агресію Росії на сході Україні транспортне сполучення припинене.